# ルブロンオオツチグモ
ルブロンオオツチグモまたはゴライアスバードイーター（Goliath birdeater、学名 Theraphosa blondi）は、オオツチグモ科に属するクモの一種である。
南米の熱帯雨林帯に生息する。

## 特徴
世界最大のクモとして知られ、体長は10センチメートル近くになり、脚を拡げると幅20センチメートルを越える。最大級個体となると、広げた大人の両手の平よりも大きい。体色は褐色がかった赤色。体中に身を守るための刺激毛を生やし、危険を察すると腹部の刺激毛を蹴り飛ばす。
天敵に世界最大のハチであるオオベッコウバチ（別名タランチュラホーク）がいる。

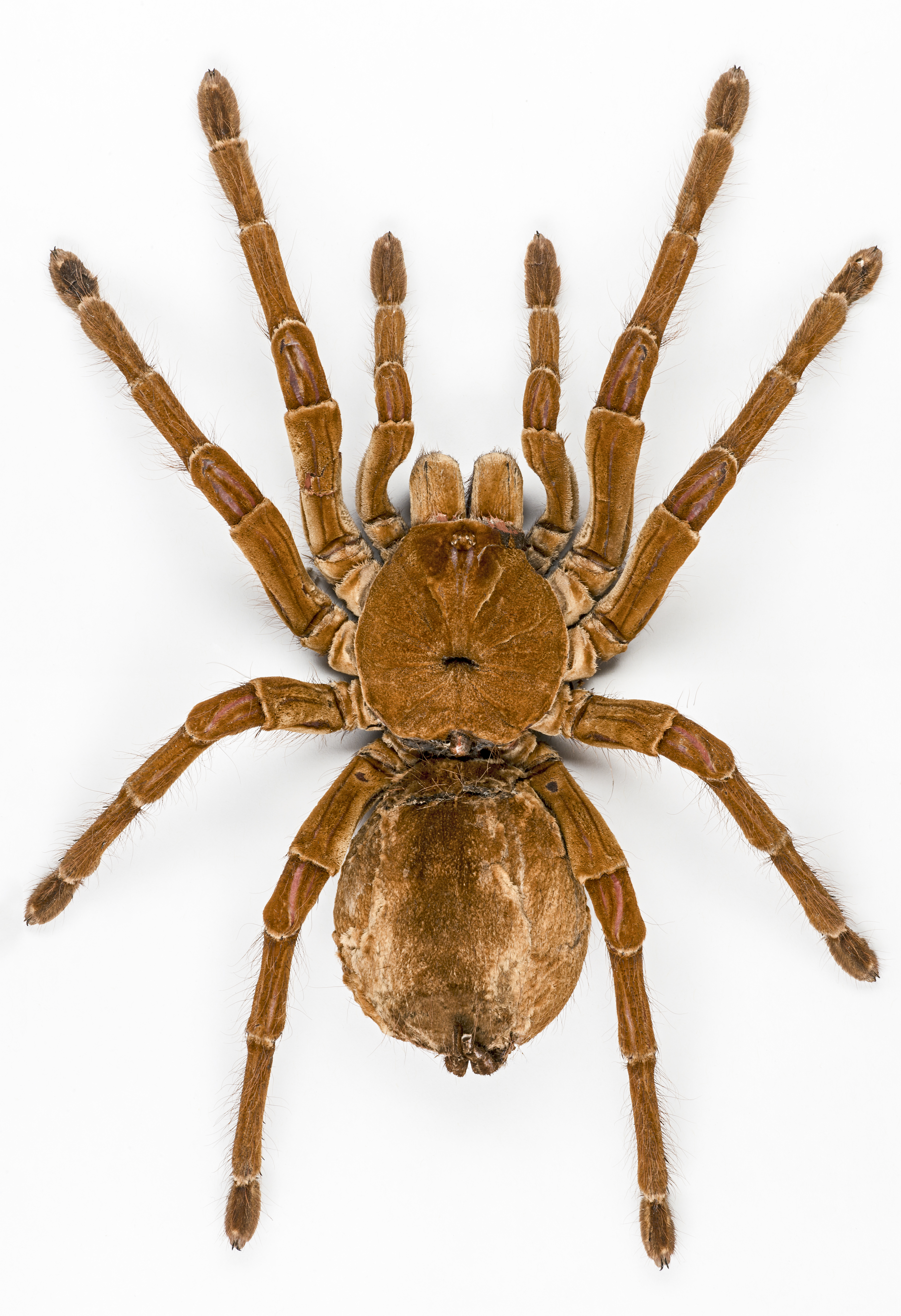

## ペットとして
世界最大のクモであり、性質は攻撃的。人間に対する毒性は強くないが、身体が大きく鋏角も大きいため、噛まれると小型犬に噛まれる程度の怪我をする。刺激毛が目や粘膜に付着したときや噛まれたときの痛みも相当に激しい。飼育下ではマウスやコオロギを食べるが、野生では各種昆虫やトカゲやカエルなども捕食しているとされる。熱帯雨林原産なので、温度と湿度を十分に保つ必要がある。

## 近似種
本種の他にも世界最大のクモの候補がおり、近似種のゴライアスピンクフットバードイーターと、アフリカ産のサントメジャイアントオリーブバブーンがいるが、一般的には本種が最もよく知られている。
ゴライアスピンクフットバードイーターは、名前通り、幼体はつま先にピンクの目立つ模様を持っているが、成体になるにつれて薄くなる。本種よりも大型化すると言われている。